# Calephelis browni
Calephelis browni är en fjärilsart som beskrevs av Mcalpine 1971. Calephelis browni ingår i släktet Calephelis och familjen Riodinidae. Inga underarter finns listade i Catalogue of Life.